# Amin Sarr
Amin Sarr (* 11. März 2001 in Malmö) ist ein schwedischer Fußballspieler mit senegalesischen sowie gambischen Wurzeln.
Der ehemalige U21-Nationalspieler der Skandinavier steht seit Januar 2023 in Frankreich bei Olympique Lyon unter Vertrag und ist für die Saison 2024/25 an Hellas Verona ausgeliehen.

## Karriere

### Verein

#### Kindheit, Jugend und Anfänge in Südschweden
Amin Sarr wurde in Malmö geboren und als sein erster Fußballverein gilt AIF Barrikaden, einem Amateurverein der Stadt, für die er bis zum Jahreswechsel 2012/2013 gespielt hatte. In der Folgezeit spielte er bei Kulladalls FF aus Kulladall, etwa sieben Kilometer südlich bis südwestlich des Stadtzentrums von Malmö, weiter Fußball und tat dies bis zum Jahreswechsel 2015/2016, denn dann zog es ihn zu Husie IF aus dem acht Kilometer von der Innenstadt entfernten Husie. Für diesen Verein spielte Sarr während des Kalenderjahres 2016. Zum Jahreswechsel 2016/2017 folgte schließlich der Wechsel in die Jugend von Trelleborgs FF aus dem rund 30 Kilometer südlich von Malmö gelegenen Trelleborg. Dort blieb Amin Sarr nur eine Saison, denn der in seiner Geburtsstadt Malmö ansässige schwedische Topklub Malmö FF nahm ihn in seine Jugendabteilung auf. Im Jahr 2020 folgte sein erster Profivertrag am 19. Juli besagten Jahres gab er im Alter von 19 Jahren sein Debüt als Profi in der Allsvenskan beim 2:1-Sieg am achten Spieltag der Saison 2020 im Heimspiel gegen Kalmar FF. Da sich Sarr nicht nachhaltig in die Stammelf des Vereins aus seiner Geburtsstadt spielen konnte, wurde er im Sommer 2021 an Mjällby AIF verliehen. Dort erkämpfte er sich einen Stammplatz als Mittelstürmer und schoss den Verein mit neun Saisontoren zum neunten Platz.

#### Wechsel in die Niederlande, nach Frankreich und Deutschland
Zum Jahreswechsel 2021/2022 kehrte Amin Sarr zunächst zu Malmö FF zurück, doch Ende Januar 2022 wagte er den Sprung ins Ausland zum niederländischen Erstligisten SC Heerenveen. In der Provinz Fryslân unterschrieb er einen Vertrag bis Mitte 2025. Nach nur einer Saison in der Eredivisie ging er im Januar 2023 den nächsten Schritt und wechselte in die Ligue 1 zu Olympique Lyon.
Ende August 2023 wurde er nach Deutschland zum Bundesligisten VfL Wolfsburg ausgeliehen.
Im Sommer 2024 folgte eine weitere Leihe zu Hellas Verona.

### Nationalmannschaft
Am 6. September 2019 lief Amin Sarr beim Freundschaftsspiel gegen Norwegen erstmals für die schwedische U18-Nationalmannschaft auf. Er absolvierte zwei Einsätze für diese Altersklasse. Am 13. Oktober 2020 debütierte Sarr beim 10:0-Sieg im EM-Qualifikationsspiel gegen Armenien für die schwedische U21.